# 嵇宗孟
嵇宗孟（1613年—？），字淑子，江南安东（一作山阳）人。

## 生平
天资颖异，善寫文章。十八歲中秀才，崇禎九年（1636年）丙子科應天鄉試举人。明亡仕清，順治時，官浙江杭州府知府。创设万松书院。後病辭歸。再被举为博学鸿词科，堅辞不就。吴伟业称之“绚烂飞扬，纵横排傲之才人也”。《清稗类钞》稱他擅长用八字算命。
著有《立命堂初集》、《立命堂二集》13卷、《楚江篇》等。